# Zelandobius confusus
Zelandobius confusus is een steenvlieg uit de familie Gripopterygidae. De wetenschappelijke naam van de soort is voor het eerst geldig gepubliceerd in 1910 door Hare.